# Richard Cleare
Richard Cleare (ur. 22 września 1943 roku) – brytyjski kierowca wyścigowy.

## Kariera
Cleare rozpoczął karierę w międzynarodowych wyścigach samochodowych w 1974 roku od startów w World Challenge for Endurance Drivers. Z dorobkiem czternastu punktów uplasował się tam na 114 pozycji w klasyfikacji generalnej. W późniejszych latach Brytyjczyk pojawiał się także w stawce World Championship for Drivers and Makes, FIA World Endurance Championship, European Endurance Championship, World Sports-Prototype Championship oraz 24-godzinnego wyścigu Le Mans.